# Pediculares

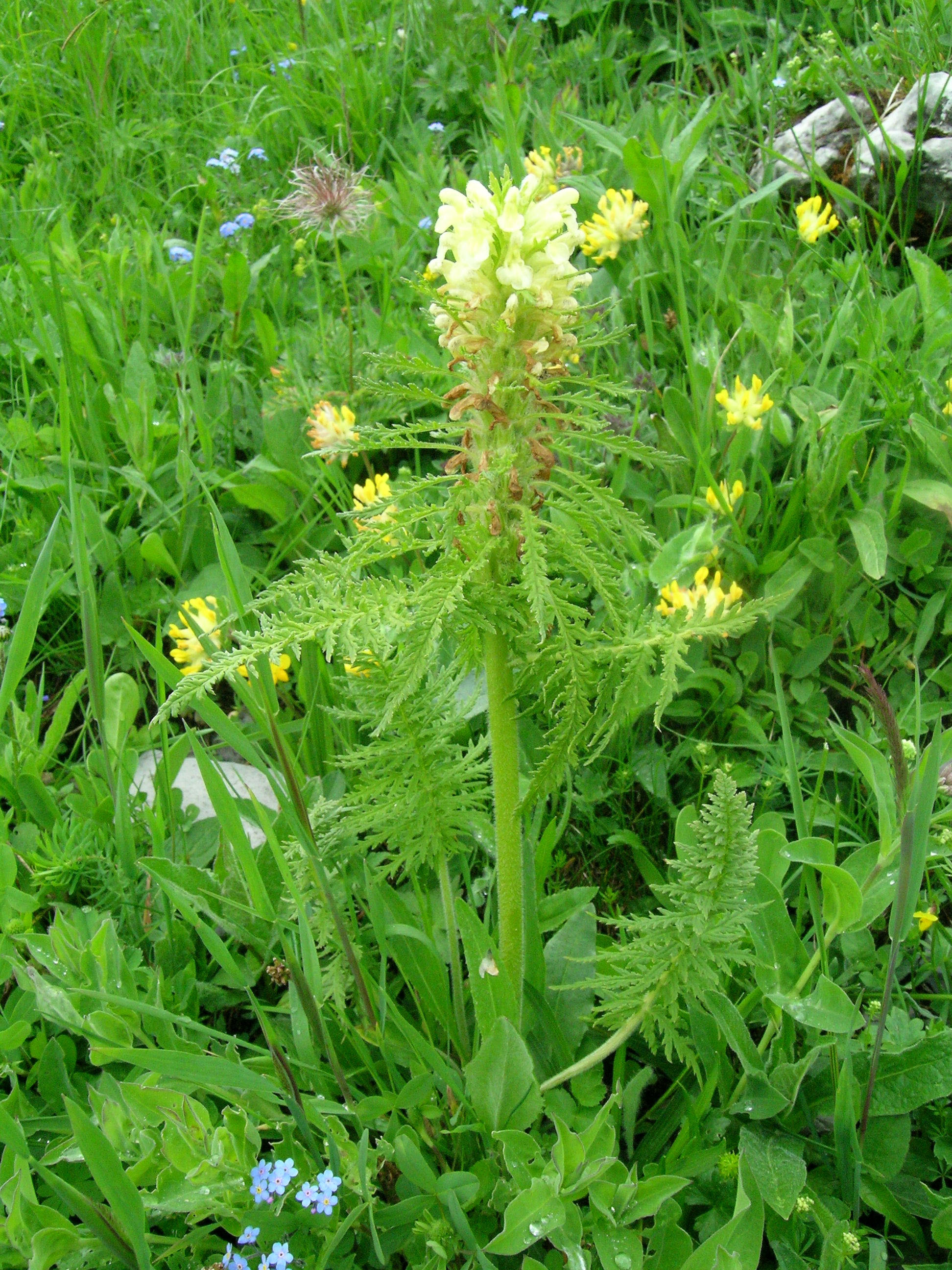
Pedicularis

Pediculares, na classificação taxonômica de Jussieu (1789), é uma ordem botânica da classe Dicotyledones, Monoclinae (flores hermafroditas), Monopetalae (uma pétala), com  corola hipogínica (quando a corola se insere abaixo do nível do ovário).
Apresenta os seguintes gêneros:
- Polygala, Veronica, Sibthorpia, Disandra, Ourisia, Piripea, Erinus, Manulea, Castilleia, Euphrasia, Buchnera, Bartsia, Pedicularis, Rhinananthus, Melampyrum, Hyobanche, Obolaria,  Orobanche, Lathraea.